# Завади-Б
Завади-Б (пол. Zawady B) — село в Польщі, у гміні Нове Място Плонського повіту Мазовецького воєводства.
Населення — 83 особи (2011).
У 1975-1998 роках село належало до Цехановського воєводства.

## Демографія
Демографічна структура станом на 31 березня 2011 року:
|          | Загалом | Допрацездатний вік | Працездатний вік | Постпрацездатний вік |
| -------- | ------- | ------------------ | ---------------- | -------------------- |
| Чоловіки | 43      | 11                 | 30               | 2                    |
| Жінки    | 40      | 5                  | 21               | 14                   |
| Разом    | 83      | 16                 | 51               | 16                   |